# Cedomir Djordjevic
Cedomir Djordjevic, född 2 februari 1974 i Serbien, är en svensk-serbisk skådespelare.
Djordjevic har bland annat medverkat i TV-serierna Innan vi dör (2017–2019) och Taelgia från 2023. Han har även medverkat i filmen Snabba cash – Livet deluxe från 2013.

## Filmografi (i urval)
- 2013 – Snabba cash – Livet deluxe
- 2015 – Beck – Familjen
- 2015 – Jönssonligan – Den perfekta stöten
- 2017 – Para knas
- 2017–2019 – Innan vi dör (TV-serie)
- 2018 – Ingen utan skuld (TV-serie)
- 2018 – Goliat
- 2023 – Taelgia (TV-serie)